# Stefano Cerri
(Corriere della Sera, 2001)
Stefano Cerri (Milano, 22 settembre 1952 – Milano, 24 novembre 2000) è stato un bassista e chitarrista italiano, jazzista e session man nelle incisioni di numerosi cantanti italiani.

## Biografia
È figlio del noto chitarrista jazz Franco Cerri e della sua prima moglie; il padre nel 1973 si sposerà in seconde nozze con Marion, dalla quale avrà un secondo figlio, Nicola. Dopo aver appreso i primi rudimenti in campo musicale dal padre, debutta in TV a otto anni, nel corso di una puntata del varietà Un due tre condotto da Ugo Tognazzi e Raimondo Vianello, suonando l'ukulele accanto al padre. Più avanti inizia, ancora giovanissimo, la sua carriera come chitarrista in formazioni da ballo in night club e dancing per poi avvicinarsi da autodidatta al basso elettrico. Proprio con questo strumento che inizia a suonare in varie formazioni jazz di cui fanno parte - oltre al padre - Sante Palumbo, Tony Scott, Mario Rusca, Eraldo Volontè, Guido Manusardi.
La passione per il rock (soprattutto i Beatles) e per il progressive, lo porta, nel 1976, ad essere tra i fondatori del gruppo Crisalide che accompagnava Eugenio Finardi insieme al batterista Mauro Spina e al tastierista Ernesto Vitolo e a suonare con la Rock & Roll Exhibition di Demetrio Stratos e Mauro Pagani. Collabora poi con Loredana Bertè suonando insieme ai Crisalide nel tour "bandaberte'" nel 1979.

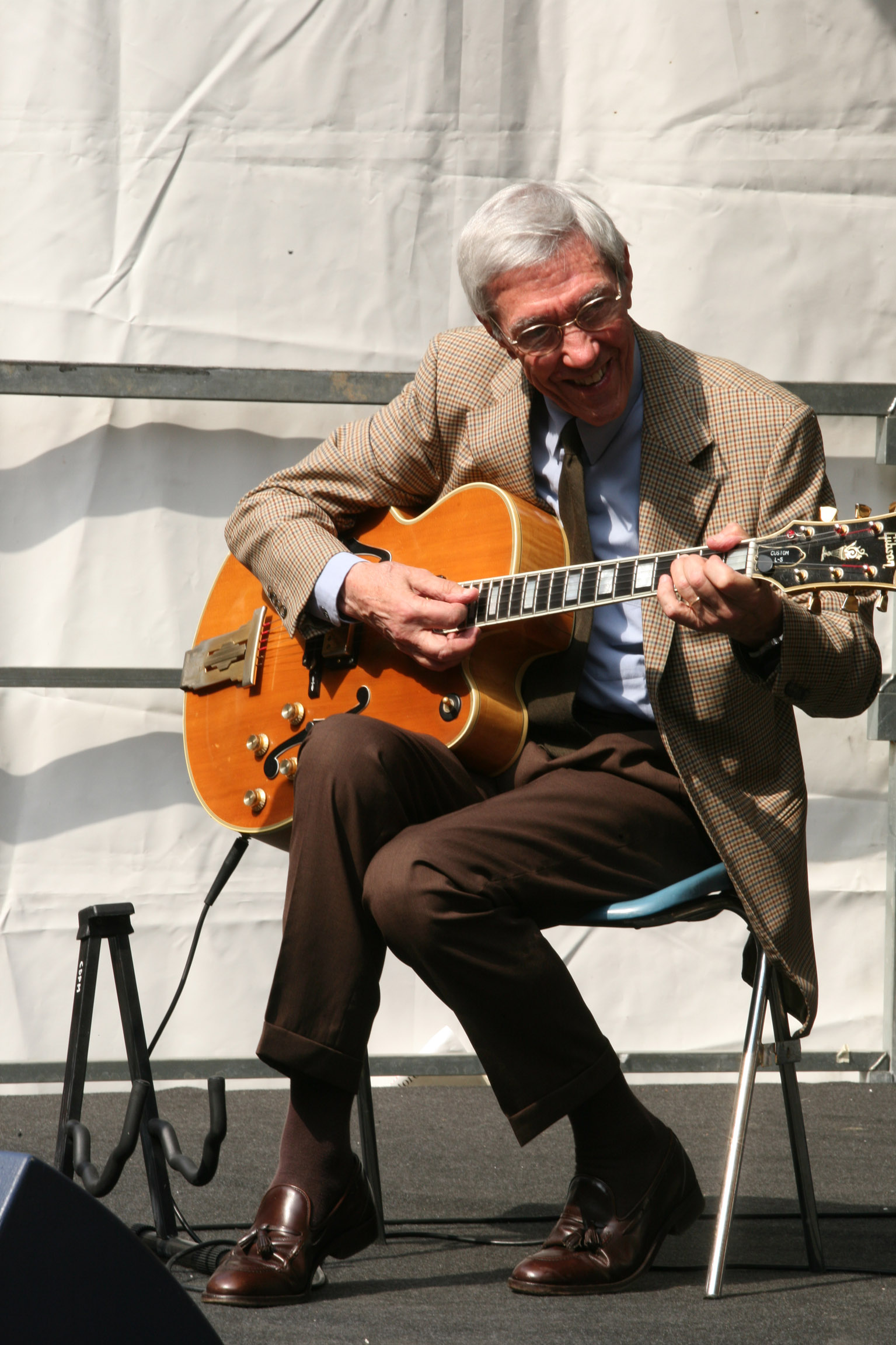
Franco Cerri, padre di Stefano

Nel 1979 si trasferisce a Londra, dove conosce Jon Anderson, cantante dei disciolti Yes, ed entra a far parte del gruppo che suona con Anderson nell'album Animation e con cui effettua un tour di cinque mesi negli Stati Uniti e in Canada.
Dopo un paio d'anni rientra in Italia dove intensifica la sua attività di session man collaborando con vari cantanti, tra cui Alberto Radius, Fiorella Mannoia, Marcella Bella, Edoardo Bennato, Eugenio Finardi, Anna Oxa, Alice e Eros Ramazzotti. In questo periodo inizia anche l'attività didattica come insegnante di basso elettrico presso il Centro Professione Musica di Milano.
La passione per il jazz lo porta poi ad abbandonare l'attività di session man e a costituire, insieme al batterista Walter Calloni e al percussionista colombiano Candelo Cabezas, il gruppo latin jazz Chandé. Successivamente, insieme allo stesso Calloni e a Massimo Colombo fonda Linea C, il più noto trio di jazz elettrico italiano. Nel biennio 1997-1999 suona anche con The Great Naco Orchestra, con cui registra anche un album.
Torna episodicamente all'attività di session man per accompagnare Fabrizio De André, con il quale incide l'album dal vivo Fabrizio De André in concerto, uscito postumo per entrambi. Qui ha modo di incontrare di nuovo il tastierista Mark Harris, con cui aveva suonato ai tempi di Finardi; è proprio Harris ad incoraggiarlo alla realizzazione di un vecchio progetto, Fab Four String, una rilettura e reinterpretazione del repertorio dei Beatles. Il progetto prevedeva esibizioni live in cui Cerri avrebbe avuto al suo fianco lo stesso Harris alle tastiere, Marco Fadda (percussioni), Donato Scolese (vibrafono) e Giancarlo Parisi (fiati). La scoperta della malattia, che nel 2000 lo conduce alla morte, all'età di soli 48 anni, gli impedisce però di realizzare questo progetto.

## Discografia
- 1974 – From Cathetus to Cicero di Franco Cerri
- 1975 – Io che non sono l'imperatore di Edoardo Bennato
- 1976 – Tullio De Piscopo vol. 2 di Tullio De Piscopo
- 1977 – Un suo modo di dire di Franco Cerri
- 1977 – Primo secondo e frutta (Ivan compreso) di Ivan Cattaneo
- 1977 - Botte da orbi di Roberto Colombo
- 1977 – TIR di Loredana Bertè
- 1978 – Suicidio di Faust'O
- 1978 – Blitz di Eugenio Finardi
- 1979 – Arlecchino di Mango
- 1979 – Roccando rollando di Eugenio Finardi
- 1980 – Capo Nord di Alice
- 1980 – Magnifico delirio di Donatella Rettore
- 1980 – Balla! di Pino D'Angiò
- 1981 – Leggende di Alberto Radius
- 1982 – Animation di Jon Anderson
- 1983 – Per sognare, per cantare, per ballare di Anna Oxa
- 1984 – La mia corsa di Anna Oxa
- 1984 – Nel mio cielo puro di Marcella Bella
- 1984 – Guardandoti, sfiorandoti di Mario Lavezzi
- 1984 – Alla periferia dell'impero di Mino Di Martino
- 1985 – Momento delicato di Fiorella Mannoia
- 1985 – Cuori agitati di Eros Ramazzotti
- 1985 – Ritratto di Franco Simone
- 1985 – Più in alto che c'è di Dodi Battaglia
- 1985 – Colpi di fulmine di Eugenio Finardi
- 1985 – Oxa di Anna Oxa
- 1986 – Fiorella Mannoia di Fiorella Mannoia
- 1988 – Stefano Ruffini di Stefano Ruffini
- 1988 – La musica del mondo di Bruno Lauzi
- 1989 – Il sole nella pioggia di Alice
- 1992 – P'Funk di Ernesto Vitolo
- 2000 – La città dei sogni di Pietro Nobile
- 2001 – Volo libero di Pietro Nobile
- 2004 - Fabrizio De André in concerto di Fabrizio De André
- 2013 – Shirley Bunnie Foy (60th Anniversary)